# レナード・クラインロック
レナード・クラインロック（英語: Leonard Kleinrock、1934年6月13日 - ）は、アメリカの技術者で計算機科学者。UCLAの計算機科学の教授で、コンピュータネットワークの分野の中でも理論面で数々の重要な貢献を行った。インターネットの原型であるARPANETの開発で重要な役割を担った。

## 教育と経歴
ニューヨークでユダヤ教徒の一家に生まれ、1951年にブロンクス科学高等学校を卒業。ニューヨーク市立大学シティカレッジに進学し、1957年に電気工学の学士号を取得。マサチューセッツ工科大学で電気工学と計算機科学の修士号（1959）とPh.D.（1963）を取得。その後UCLAの教員となり、現在もUCLAで教えている。1991年から1995年までUCLAの計算機科学科の学科長を務めた。

## 業績

### 待ち行列理論
最大の業績は初期の待ち行列理論に関するもので、多くの分野に応用されており、中でもインターネットの基盤となったパケット通信の数学的理論付けとなった。最初の業績はマサチューセッツ工科大学での学位論文（1962）で、1964年に書籍化され出版された。その後も同様のテーマでいくつかの成果を発表している。クラインロックはこれらの成果について次のように述べている。
「基本的に、1961年から1962年にPhDの研究として行ったことが、パケット網の数学的理論を確立することになった…」
1970年代末には、指導学生だったFarouk Kamounと共に階層型ルーティングについての理論的研究を行い、それが今ではインターネットの運用で重要となっている。

### ARPANET
ARPANET上の最初のメッセージは、UCLAの学生でプログラマのチャーリー・クラインが1969年10月29日午後10:30、Boelter Hallという計算機科学科の本館の3420号室から送った。クラインロックの指導の下、クラインは大学のメインフレーム SDS Sigma 7からスタンフォード研究所のメインフレームSDS 940に送信した。メッセージの内容はlogin:で、lとoの文字は送信できたが、その時点でシステムがクラッシュした。したがってARPANET上の最初のメッセージは実際にはloだった。約1時間後、クラッシュ状態から復旧し、SDS Sigma 7は当初予定していたlogin:の送信に成功した。ARPANETの最初の恒久的リンクが確立されたのは1969年11月21日で、UCLAのIMPとスタンフォード研究所のIMPの間のことである。1969年12月5日、4ノードのネットワークが完成した。

### インターネット
1988年、クラインロックはグループの代表としてアメリカ合衆国議会で報告書Toward a National Research Network（全国的研究ネットワークに向けて）を発表した。この報告書は大きな影響を及ぼし、1991年高性能コンピューティング（HPC）法が成立した。この法律が現在のインターネットの発展に大きな影響を及ぼした。この法律でつけられた予算で、米国立スーパーコンピュータ応用研究所（NCSA）で1993年にウェブブラウザのMosaicが開発された。
Boelter Hallの3420号室はThe Kleinrock Internet Heritage Site and Archiveとなっている。

## 受賞歴
クラインロックは様々な賞を受賞している。最大のものはアメリカ国家科学賞で、2008年9月29日、ホワイトハウスにて大統領ジョージ・W・ブッシュから授与された。「2007年のレナード・クラインロックへの国家科学賞は、現代のデータネットワークの数学理論への貢献とインターネット技術の基盤となったパケット交換の機能仕様に対して贈られる。彼の指導した学生達はそれら技術の商用化をもたらし、それによって世界が変わった」。
1986年にマルコーニ賞、2000年にはIEEEインターネット賞、2001年にはチャールズ・スターク・ドレイパー賞、大川賞を受賞。2010年、ゴードン・ムーアおよびマイケル・ラビンと共にダン・デイヴィッド賞を受賞。2012年IEEEアレクサンダー・グラハム・ベル・メダル、2024年コンピュータパイオニア賞受賞。

## 論文と著作
- Leonard Kleinrock, "Information Flow in Large Communication Nets", Ph.D. Thesis Proposal, Massachusetts Institute of Technology, July 1961
- Leonard Kleinrock, "Information Flow in Large Communication Nets", RLE Quarterly Progress Report, Massachusetts Institute of Technology, July 1961
- Leonard Kleinrock, "Information Flow in Large Communication Nets", RLE Quarterly Progress Report, Massachusetts Institute of Technology, April 1962
- Kleinrock, Leonard (December 1962). Message delay in communication nets with storage (PhD thesis) , 1963. Cambridge: Massachusetts Institute of Technology.
- Leonard Kleinrock, Communication Nets: Stochastic Message Flow and Design (McGraw-Hill, 1964)
- Leonard Kleinrock, Queueing Systems: Volume I – Theory (Wiley Interscience, New York, 1975)
- Leonard Kleinrock, Queueing Systems: Volume II – Computer Applications (Wiley Interscience, New York, 1976)
- Leonard Kleinrock, Farok Kamoun, "Hierarchical Routing for Large Networks, Performance Evaluation and Optimization", Computer Networks, Vol. 1, No. 3, pp. 155–174, January 1977